# Séraphin Couvreur
Séraphin Couvreur, född 14 januari 1835 i Varennes, Somme, Frankrike, död 19 november 1919 i Xian, Cangzhou, Kina, var en fransk jesuitmissionär och sinolog.
Couvreur författade ett betydelsefullt lexikon över den klassiska kinesiskan, Dictionnaire classique chinois-français (2:a upplagan 1904) samt en rad översättningar till franska och latin av den äldsta kinesiska litteraturen.